# Philippe Chassaing
Philippe Chassaing, né le 18 mai 1972 à Albi (France), est un homme politique français. Il est le député de la 1re circonscription de la Dordogne de 2017 à 2022.

## Biographie
Au moment de son élection, Philippe Chassaing est directeur de la Mutuelle générale de l'Éducation nationale en Dordogne, poste dont il démissionne pour se consacrer à son mandat de député.
Il s'est impliqué dans les instances chargées de prendre les dispositions urgentes pour faire face aux conséquences de l'épidémie de Covid-19 et a participé à plusieurs commissions spéciales et à l'examen du projet de loi relatif à la croissance et à la transformation des entreprises,,.
Par décret du 23 février 2021, Philippe Chassaing est chargé d'une mission temporaire ayant pour objet le micro-crédit et la prévention du surendettement des ménages. Le Premier ministre Jean Castex l'engage en outre à poursuivre ses travaux sur le micro-crédit.
Lors des élections législatives de 2022, il est battu au second tour par Pascale Martin, investie par la Nupes, qui obtient 51,85 % des suffrages.